# Oliarus kempeneeri
Oliarus kempeneeri är en insektsart som beskrevs av Victor Lallemand och Synave 1952. Oliarus kempeneeri ingår i släktet Oliarus och familjen kilstritar. Inga underarter finns listade i Catalogue of Life.